# Chalarus basalis
Chalarus basalis – gatunek muchówki z podrzędu krótkoczułkich i rodziny Pipunculidae.
Gatunek ten opisany został w 1873 roku przez F. Hermanna Loewa.
Muchówka o ciele długości 3 mm, głównie brunatnoczarnym z szarym opyleniem i żółtym lub żółtobrunatnym owłosieniem. Czułki samca są brunatne z szarożółtym trzecim członem, zaś samic całe żółtawe. Odnóża są żółte z przybrunatnionymi końcami ud. Odwłok samców ma dwa początkowe, a samic trzy początkowe segmenty żółte, zaś pozostałą część czarną.
Owad w Europie znany z Wielkiej Brytanii, Finlandii, Holandii, Niemiec, Szwajcarii, Polski, Czech, Łotwy, Ukrainy i Rosji. Owady dorosłe są aktywne od czerwca do sierpnia.